# Ján Sinapius-Horčička
Ján Sinapius-Horčička (1. listopad 1625, Oravský Podzámok - 6. srpen 1682, Halle) byl evangelický kněz, spisovatel.

## Rodina
- otec Michal Sinapius-Horčička
- matka Barbora rozená Lycinová
- bratr Daniel Sinapius-Horčička

## Životopis
Studoval ve Wittenbergu. Byl rektorem školy v Hlohovci (1649), farářem v Skalici, ve Veličné, v Trenčíně, v Brezně (1668–1669) a v Hlohovci od roku 1672 senior dolnotrenčianské župy. Pronásledován pro víru, musel opustit Uhersko. Žil v Německu, kde umřel během morové epidemie. 
Autor latinské, zejména příležitostné poezie a latinské učebnice protestantského náboženství pro studenty teologie v Uhersku Parvo schola (Skalica, roku 1658).